# Gestão de produto
Gestão de Produto é uma área da administração que lida com assuntos como:
- Que produtos produzir e vender;
- Que novos produtos acrescentar;
- Que produtos existentes deverão ser abandonados;
- De quanto tempo é que um produto necessita para penetrar o mercado;
- Quantos produtos ter na linha de produtos;
- Como equilibrar um portfólio de produtos;
- Se se deve usar uma estratégia de diferenciação ou não;
- Qual o melhor posicionamento do produto;
- Que marca usar;
- Se usar uma marca individual ou uma marca genérica de família de produtos;
- Se construir pacotes (bundles) ou linhas de produto;
- Que logotipo usar;
- Considerações do Ciclo de Vida do Produto;
- Considerações da obsolescência planejada.